# الحنشعة (حجر)
'

تعديل مصدري - تعديل

الحنشعة هي إحدى قرى عزلة الصداره بمديرية حجر التابعة لمحافظة حضرموت، بلغ تعداد سكانها 986 نسمة حسب تعداد اليمن لعام 2004.